# Helicteres tenuipila
Helicteres tenuipila är en malvaväxtart som beskrevs av Cowie. Helicteres tenuipila ingår i släktet Helicteres och familjen malvaväxter. Inga underarter finns listade i Catalogue of Life.